# Fringilla coelebs
O tentilhão-comum (Fringilla coelebs) é um pássaro de pequeno porte, com cerca de 15 cm, da família dos fringilídeos, sedentário, de coloração bastante viva e de canto mavioso. É também denominado batachim, chapim, chincalhão, chincho, chopim, pachacim, pardal-de-asa-branca, pardal-dos-castanheiros, patachim, pimpalhão, pincha, pintalhão, pintarroxo e pimpim.

## Descrição

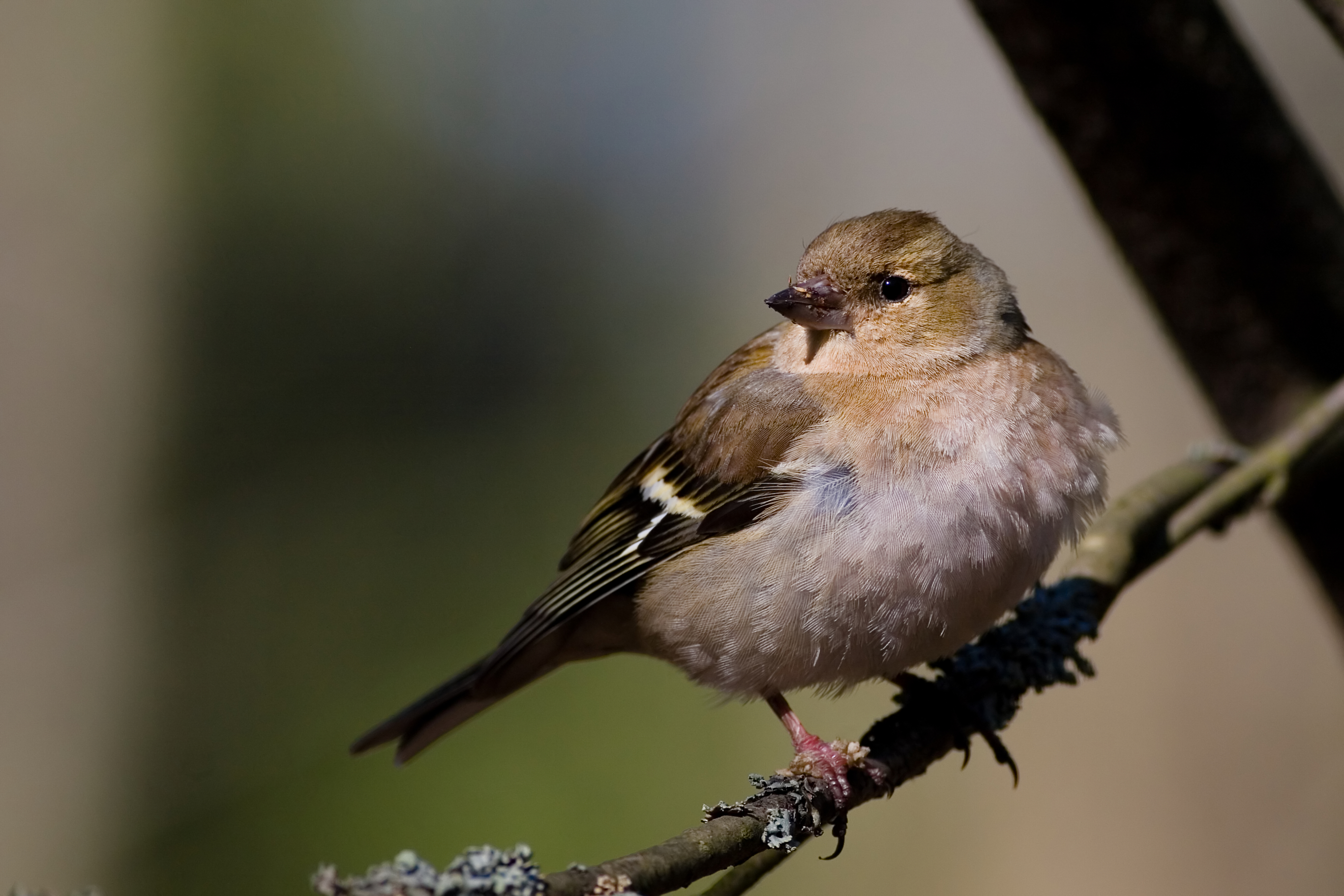
Fêmea de tentilhão

Existe um marcado dimorfismo sexual em relação à plumagem. O macho possui cores vivas enquanto a fêmea e juvenis têm uma cor cinzenta esverdeada e monótona, mas ambos os sexos têm duas barras brancas contrastantes nas asas e lados brancos na cauda. O pássaro macho tem uma voz forte e canta de poleiros expostos para atrair um parceiro. A cor da cabeça do macho muda de cinza azulado para castanho, a mesma cor do dorso, durante o inverno.

## Distribuição
Distribui-se por toda a Europa, pela Ásia central e pelo Norte de África. Frequenta zonas florestais, como pinhais, sobreirais e matas de folhosas.
As fêmeas das aves nas regiões mais ao norte fazem uma curta migração para sul no outono, permanecendo apenas os machos. A observação deste comportamento por parte de Linnaeus nas aves do seu país, a Suécia, deu origem ao nome científico coelebs que significa celibatário.
Em Portugal o tentilhão-comum é uma espécie residente, que está presente durante todo o ano, mas durante o Outono e o Inverno verifica-se um aumento dos efectivos, devido à chegada de indivíduos provenientes do Norte da Europa, que vêm passar a estação fria.

## Nidificação e alimentação

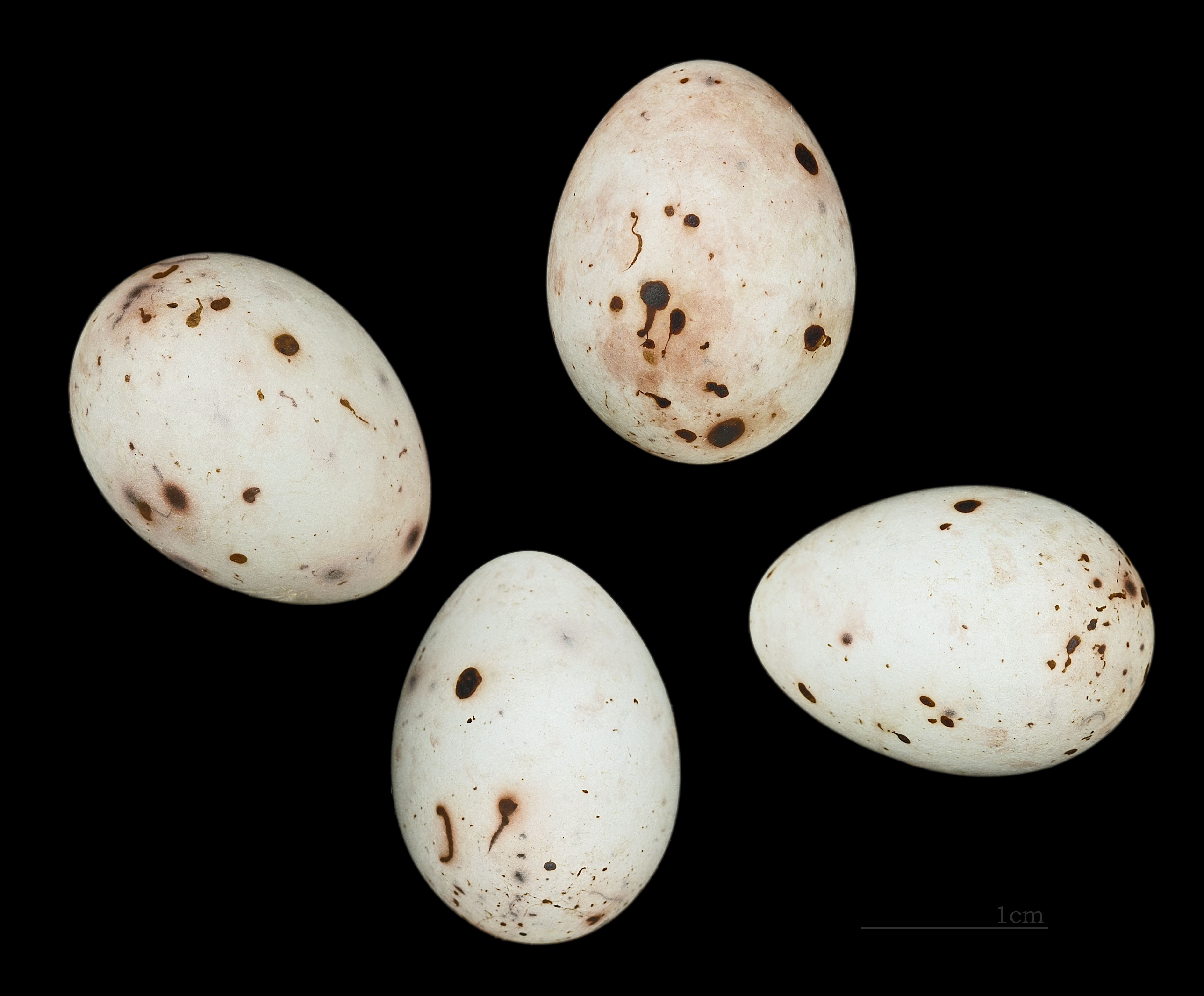
Ovos da fringilla coelebs

Essa espécie constrói o seu ninho nas árvores, nidificando portanto em florestas, tanto de caducifólias como de coníferas. Faz o ninho na forquilha das árvores, camuflando-o com líquenes e musgos. Põem tipicamente quatro ou cinco ovos, que eclodem em cerca de 13 dias.
Fora da época de reprodução, os tentilhões comuns comem principalmente sementes e outros materiais vegetais que encontram no solo. Eles frequentemente forrageiam em campo aberto em grandes bandos. Os tentilhões comuns raramente pegam alimentos diretamente das plantas e muito raramente usam seus pés para manusear alimentos. Durante a época de reprodução, sua dieta muda para invertebrados, especialmente lagartas desfolhadoras. Eles se alimentam em árvores e também ocasionalmente fazem pequenas investidas para pegar insetos no ar. Os jovens são inteiramente alimentados com invertebrados que incluem lagartas, pulgões, tesourinhas, aranhas e larvas (as larvas de besouros).

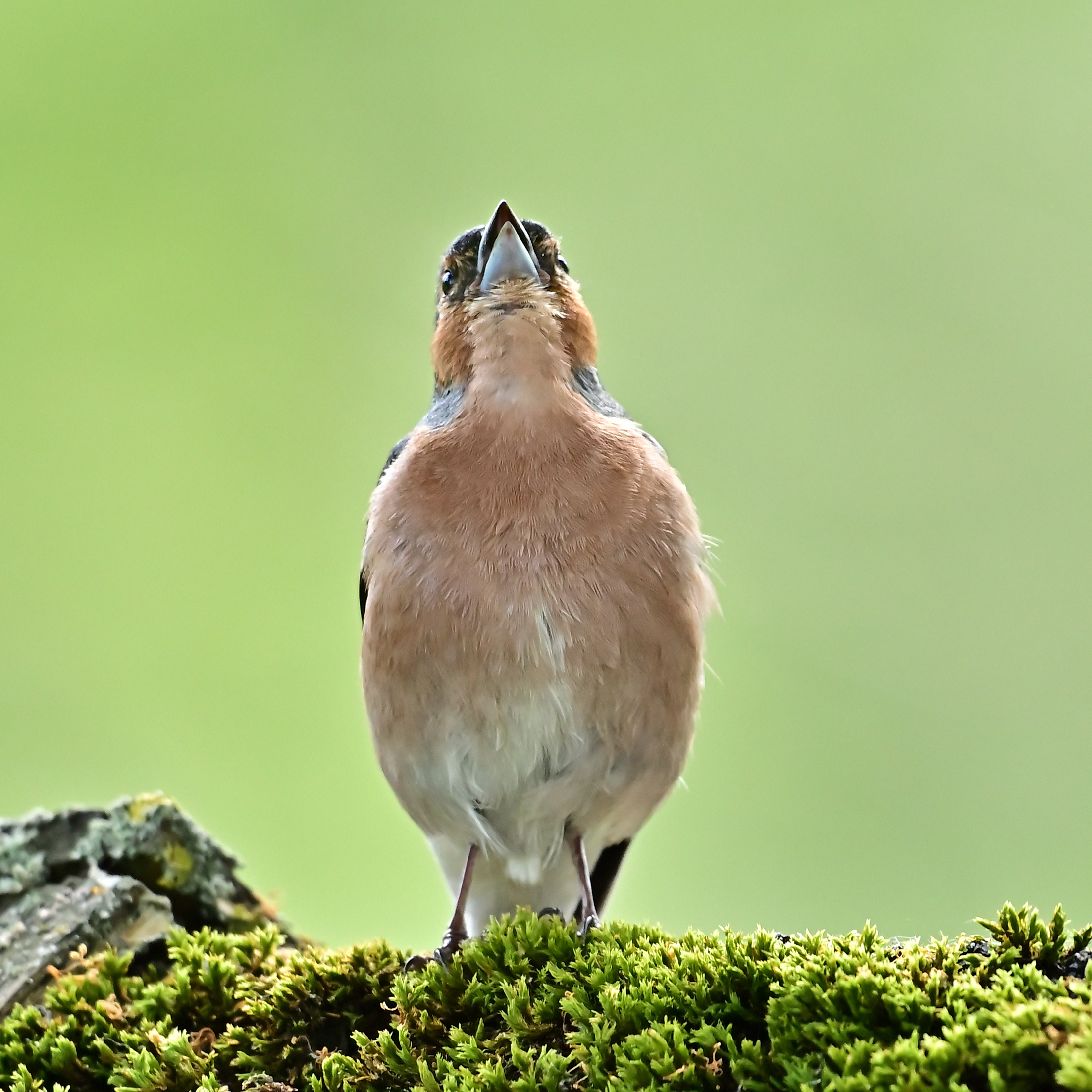
Tentilhão cantando

## Subespécies
Várias subespécies do tentilhão-comum foram descritas, com base principalmente nas diferenças no padrão e na cor da plumagem do macho adulto. A subespécie pode ser dividida em três grupos: o "grupo coelebs" que ocorre na Europa e Ásia, o "grupo spondiogenys" no norte da África e o "grupo canariensis" nas Ilhas Canárias. As subespécies da Madeira e dos Açores são colocadas quer no "grupo canariensis" como no "grupo spondiogenys". Estudos genéticos indicam que os membros do "grupo coelebs" e o "grupo spondiogenys" estão mais intimamente relacionados entre si do que com os membros do "grupo canariensis."
Tradicionalmente eram referencias as seguintes subespécies:
- F. c. madeirensis, Madeira
- F. c. africana, Norte de África
- F. c. tintillon, Ilhas Canárias
- F. c. moreletti, Açores[6]

No entanto em 2023 essas subespécies foram reclassificadas como espécies distintas: F. madeirensis, F. spodiogenys, F. canariensis e F. moreletti.

## Os tentilhões na Teoria da Evolução das Espécies
Em uma das viagens de Charles Darwin ele parou no Arquipélago de Galápagos e a espécie predominante lá eram os tentilhões. Por falta de alimento os tentilhões começavam a migrar paras as ilhas vizinhas do mesmo arquipélago. Os alimentos nas outras ilhas eram outros, e vários tentilhões foram para ilhas diferentes umas das outras. Os tentilhões foram se adaptando aos alimentos das outras ilhas, mudando o formato do bico, e outras coisas em sua genética. Assim foram surgindo e se desenvolvendo vários tipos de tentilhões diferentes, e hoje são descobertas mais de quatorze espécies diferentes. Com base nisso Darwin percebeu que as espécies se adaptam e evoluem, um dos fatores que o fizeram chegar à Teoria da Evolução.